# كريستينا في
كريستينا في (Cristina Vee) (إسمها الكامل كريستينا فالنزويلا (Cristina Valenzuela)) هي مؤدية أصوات أمريكية ولدت في 11 يوليو 1987 في نوروالك، لوس أنجليس، كاليفورنيا.

## أدوارها في الأنمي

### مسلسلات أنمي تلفزيونية
- خادم الصفر - لويز
- الفتاة الساحرة مادوكا ماجيكا - هومورا أكيمي
- روزن ميدن ترويمند - كاناريا
- كي-أون! - ميو أكياما
- الفتاة الساحرة ليريكال نانوها - نانوها تاكاماتشي
- ماغي: The Labyrinth of Magic - مرجانة
- المقيم الأبدي - ماتشي
- حفيد نوراريهيون: عاصمة العفاريت - يوهيمي، يوكاري، نوي
- فيت/ستاي نايت Unlimited Blade Works - ساكورا ماتو
- فيت/زيرو - ساكورا ماتو
- فيت/إكسترا Last Encore - ساكورا ماتو
- لاغرانج زهرة الريني - غرانيا، ساتشي نوغامي
- بليتش - ريروكا دوكوغاميني
- فرسان سيدونيا - الأخوات هونوكا
- فرسان سيدونيا: معركة الكوكب التاسع - الأخوات هونوكا
- سيلور مون - ري هينو/سيلور مارس
- بليزبلو ألتر ميموري - نويل فيرميليون، نو-13, لامدا-11
- ون بيس - ماو
- آلدنوا زيرو - رايي أرياش
- الخطايا السبع المميتة - هوك
- الخطايا السبع المميتة: تلميحات الحرب المقدسة - هوك
- الخطايا السبع المميتة: إعادة إحياء الوصايا - هوك
- لاف لايف! - كوتوري مينامي
- كذبتك في أبريل - كوهارو سيتو
- ون بنتش مان - موسكيتو غيرل
- كيل لا كيل - ري هوؤمارو
- هنتر x هنتر (2011) - كيلوا زولديك
- بلاد لاد - ماميجيرو
- كاكيغوروي - يوريكو نيشينوتوين
- كاكيغوروي xx - يوريكو نيشينوتوين
- بونغو ستراي دوغز - لوسي إم
- موب سايكو 100 - إيشيغورو
- البدلة المتنقلة جاندام: أيتام الدم الحديدي - لافتر فرانكلاند
- أوكالتيك ناين - آريا كوريناينو
- ري:بداية الحياة في عالم آخر من نقطة الصفر - إلسا غرانهيرت
- تيلز أوف زيستيريا ذا كروس - فيلفيت كرو
- شارلوت - سوغيموتو، كونيشي
- كاتسوغيكي: توكين رانبو - سانيوا
- تيرافورمارز - إيفا فروست
- كوروموكورو - ميكا أوغينو
- نهضة بطل الدرع - فيتوريا
- الخلايا تعمل! - مكورة عنقودية ذهبية
- كارول آند تيوزداي - كريستال
- البلدة في غيابي - كويتشي هامادا
- هاي سكور غيرل - تشيهيرو أونيزوكا

### أنمي الإنترنت
- سوشي نينجا - الأميرة
- بي البداية - كوكوري
- ديفل مان: الطفل الباكي - ميكي ماكيمورا
- بوكيمون جينيريشنز - شيلي

### أفلام أنمي
- سلسلة أفلام ديجيمون أدفنتشر تراي
  - ديجيمون أدفنتشر تراي الفصل الأول: لم الشمل - ميكو موتشيزوكي
  - ديجيمون أدفنتشر تراي الفصل الثاني: الإصرار - ميكو موتشيزوكي
  - ديجيمون أدفنتشر تراي الفصل الثالث: الاعتراف - ميكو موتشيزوكي
  - ديجيمون أدفنتشر تراي الفصل الرابع: الفقدان - ميكو موتشيزوكي
  - ديجيمون أدفنتشر تراي الفصل الخامس: التعايش - ميكو موتشيزوكي
- بلام! - سيبو
- سلسلة أفلام فيت/ستاي نايت Heaven's Feel
  - فيت/ستاي نايت Heaven's Feel: الفصل الأول: presage flower - ساكورا ماتو
- الخطايا السبع المميتة: أسرى السماء - هوك
- ثلاثية أفلام غودزيلا
  - غودزيلا: كوكب الكايجو - يوكو تاني
  - غودزيلا: مدينة على شفير القتال - يوكو تاني
- لاف لايف! ذا سكول آيدول موفي - كوتوري مينامي

## أدوارها في الرسوم المتحركة
- ميراكيولوس: مغامرات الدعسوقة و القط الأسود - مارينيت دوبان-تشينغ/الدعسوقة
- محققا بيت الشجرة - لوسيل، والدة لوسيل

## أدوارها في ألعاب الفيديو
- سلسلة ألعاب بليزبلو
  - بليزبلو كالاميتي تريغر - نويل فيرميليون، نو-13, سايا
  - بليزبلو كونتينيوم شيفت - نويل فيرميليون، نو-13, سايا، لامدا-11, مو-12
  - بليزبلو كرونو فانتازما - نويل فيرميليون، نو-13, لامدا-11, مو-12
- بليزبلو كروس تاغ باتل - نويل فيرميليون
- سكالغيرلز - سيريبيلا
- دراكنغارد 3 - فور
- تيلز أوف إكسيليا 2 - نوفا
- تيلز أوف بيرسيريا - فيلفيت كرو
- دانغانرونبا أناذر إيبيسود: ألترا ديسبير غيرلز - موناكا

## أدوارها في الدبلجة الإنجليزية
- فيوليتا - فيوليتا

## وصلات خارجية
- كريستينا في على موقع IMDb (الإنجليزية)
- كريستينا في على موقع ميتاكريتيك (الإنجليزية)
- كريستينا في على موقع ميتاكريتيك (الإنجليزية)
- كريستينا في على موقع روتن توميتوز (الإنجليزية)
- كريستينا في على موقع قاعدة بيانات الأفلام العربية
- كريستينا في على موقع ألو سيني (الفرنسية)
- كريستينا في على موقع ميوزك برينز (الإنجليزية)
- كريستينا في على موقع أول موفي (الإنجليزية)
- كريستينا في على موقع ديسكوغز (الإنجليزية)
- كريستينا في على موقع قاعدة بيانات الفيلم (الإنجليزية)
- نسخة محفوظة 19 ديسمبر 2014 على موقع واي باك مشين.